# Giovanni de Warenne, VI conte di Surrey
Giovanni de Warenne, VI conte di Surrey (1231 – Kent, 29 settembre 1304), è stato un nobile e militare britannico.
Ebbe un ruolo importante durante i regni di Enrico III e Edoardo I. Durante la sua lunga vita combatté nella Seconda guerra dei baroni e nella Prima Guerra di Indipendenza Scozzese. Fu il comandante alla battaglia di Stirling Bridge e il secondo del Re Edoardo I nella battaglia di Falkirk.

## Biografia

### Infanzia

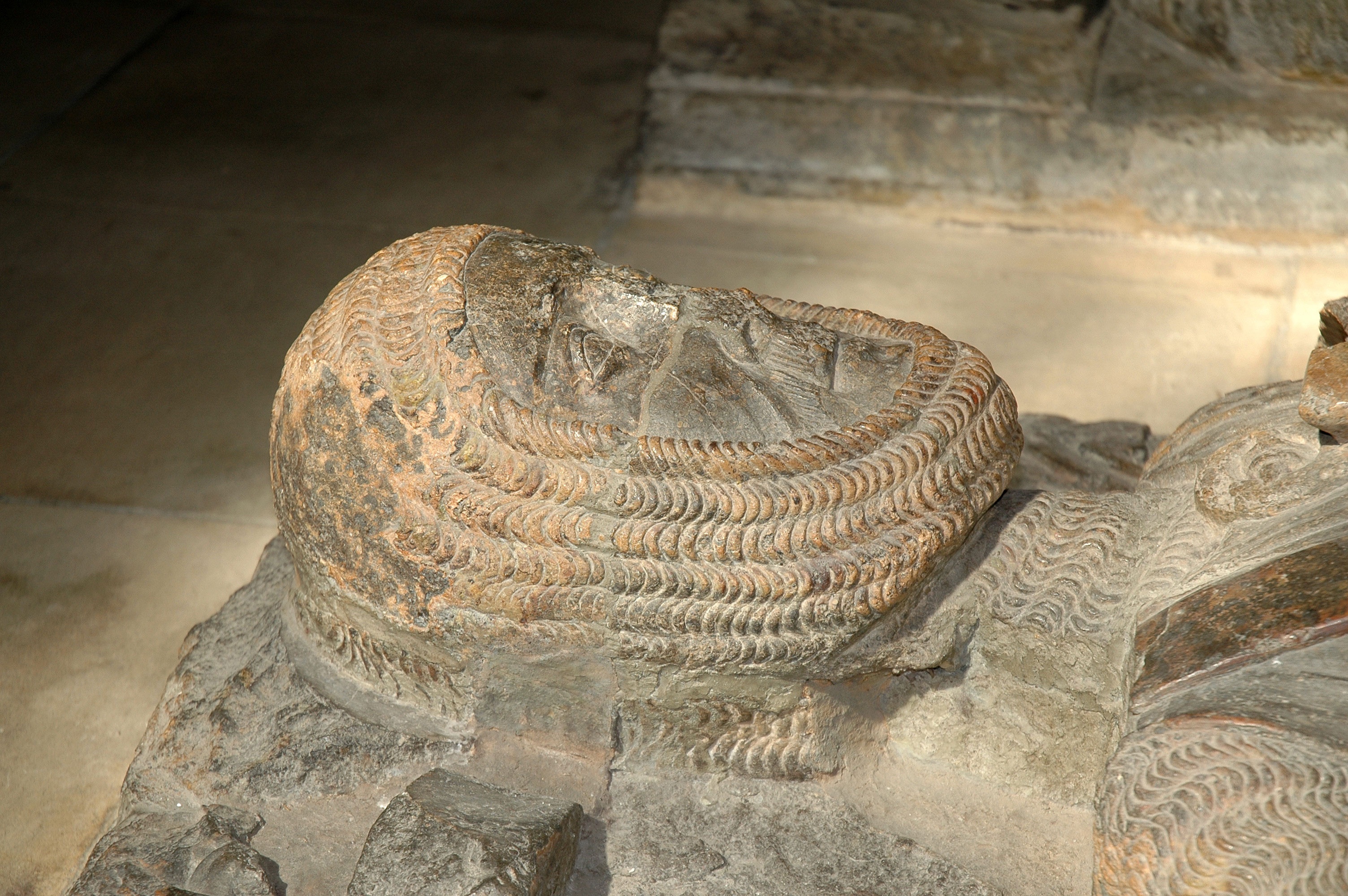
Guglielmo il Maresciallo, I conte di Pembroke, a Temple Church, Londra

Giovanni de Warenne nacque nel 1231 da Matilde Marshal, figlia del defunto reggente Guglielmo il Maresciallo e dal suo secondo marito, Guglielmo di Warenne (morto nel 1240), figlio a sua volta di Hamelin de Warenne, un figlio illegittimo di Goffredo V d'Angiò e quindi fratellastro del re Enrico II d'Inghilterra. Matilde era già stata sposata con Ugo Bigod, III conte di Norfolk e da lui aveva avuto quattro figli. Dal secondo matrimonio, oltre a Giovanni nacque una bambina, Isabella.
Quando ebbe nove anni suo padre morì e poiché era ancora un bambino i propri possedimenti vennero amministrati da Pietro II di Savoia e Giovanni crebbe a corte dove esercitò le funzioni di guardia reale.

### Matrimonio

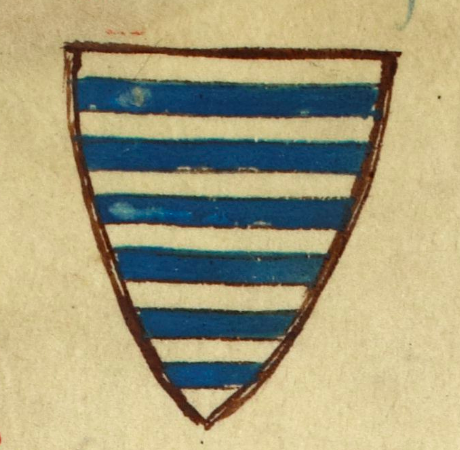
Lo stemma dei Lusignano nellHistoria anglorum

Nel 1247 Giovanni sposò la sorellastra del re Enrico III d'Inghilterra, Alice di Lusignano: questa scelta non fu ben vista dai nobili inglesi, a causa della povertà e della condizione di straniera della sposa.

### Carriera militare

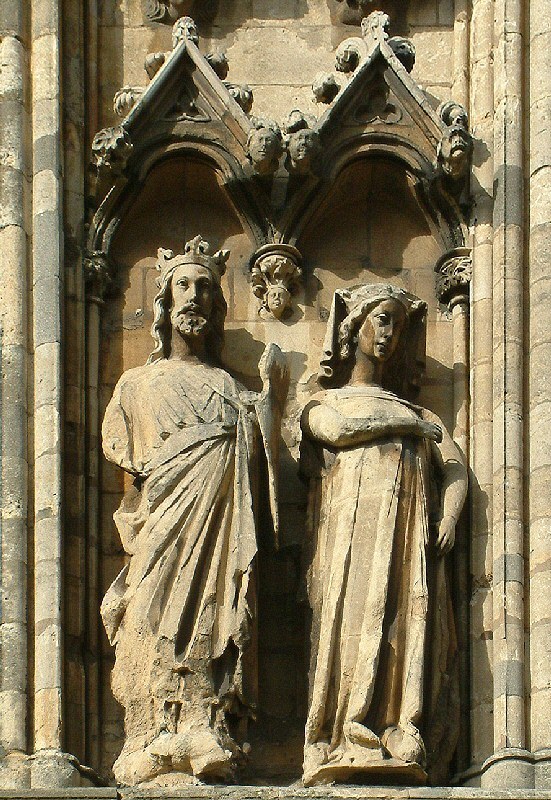
Eleonora di Castiglia col marito Edoardo I d'Inghilterra, nella Cattedrale di Lincoln

Negli anni seguenti Giovanni rimase assai vicino alla famiglia reale ed alla fazione a lei fedele e nel 1254 accompagnò il futuro Edoardo I d'Inghilterra in Spagna per sposare Eleonora di Castiglia.
Durante lo scontro con i baroni all'inizio rimase fedele al re, ma in seguito passò a Simone V di Montfort e prestò giuramento alle Disposizioni di Oxford del 1258. Nel 1263 tornò a schierarsi con il re, proprio quando i baroni erano vicini a prendere il potere. Nel 1264 insieme a Roger de Leybourne assediò la fortezza monfortiana di Rochester e in aprile combatté nella battaglia di Lewes, nella quale i ribelli catturarono Edoardo I d'Inghilterra, Enrico III d'Inghilterra e Riccardo di Cornovaglia. In seguito alla sconfitta fuggì sul continente e vi rimase per circa un anno, tornando in patria per combattere nella battaglia di Evesham, che rovesciò le sorti del conflitto e riconsegnò il trono a Enrico.
Quando il re Edoardo I salì al trono Giovanni lo servì combattendo nelle campagne gallesi del 1277, 1282 e 1283 e venne ricompensato con le signorie di Yale e di Bromfield. Negli anni operò in Scozia, dove negoziò il trattato di Salisbury del 1289 e quello di Birgham del 1290. Accompagnò il re nella campagna del 1296 e fu il principale artefice delle azioni che portarono gli inglesi alla vittoria nella battaglia di Dunbar.

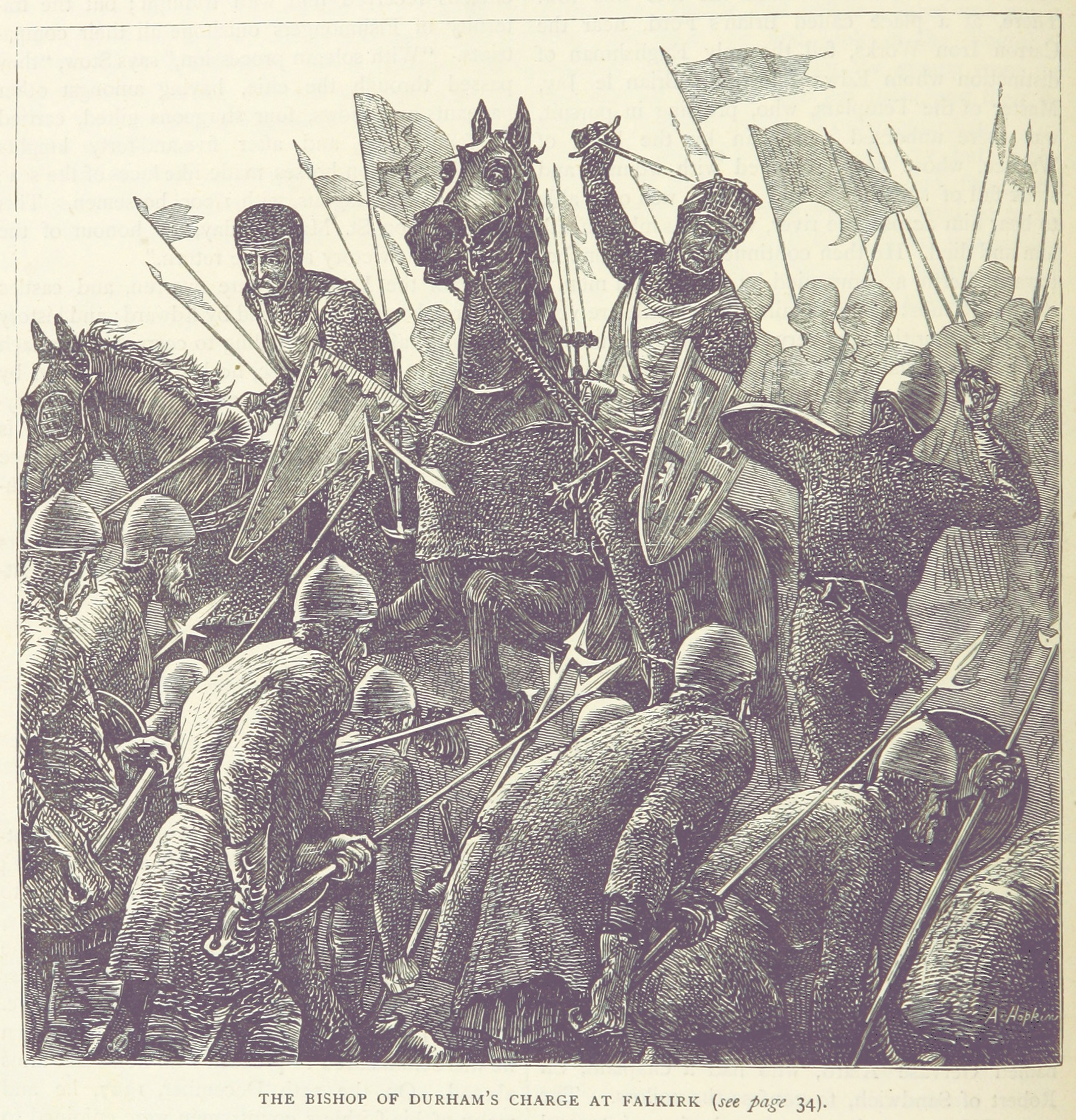
Illustrazione della Battaglia di Falkirk di Antony Bek

Il 22 agosto di quell'anno Edoardo lo creò "guardiano del regno e delle terre di Scozia", ma Giovanni chiese di tornare a casa asserendo che il clima scozzese gli faceva male alla salute. Quando nel 1298 dalle colline scozzesi scese William Wallace Edoardo lo richiamò in servizio, dopo un iniziale rifiuto richiamò i propri uomini; dopo la sconfitta nella battaglia di Stirling Bridge fu costretto a riparare a York. Nel 1298 condusse l'assedio di Roxburgh e riconquistò il castello di Berwick e si distinse durante la battaglia di Falkirk, che concluse la resistenza scozzese all'invasione inglese.

### Morte
Giovanni de Warenne morì il 29 settembre 1304 nel Kent.

## Discendenza
Dalla moglie Alice di Lusignano ebbe tre figli:
- Eleonora de Warenne (Surrey dopo il 1244 - dopo il 1282), fu la madre di Henry de Percy, I barone Percy
- Isabella de Warenne (1253 circa - dopo il 1292)
- William de Warenne (Sussex dopo il 1260 - 15 dicembre 1286), morì durante una giostra ed ebbe una figlia, Alice de Warenne che sposò Edmund FitzAlan, IX conte di Arundel